# Íván (építészet)

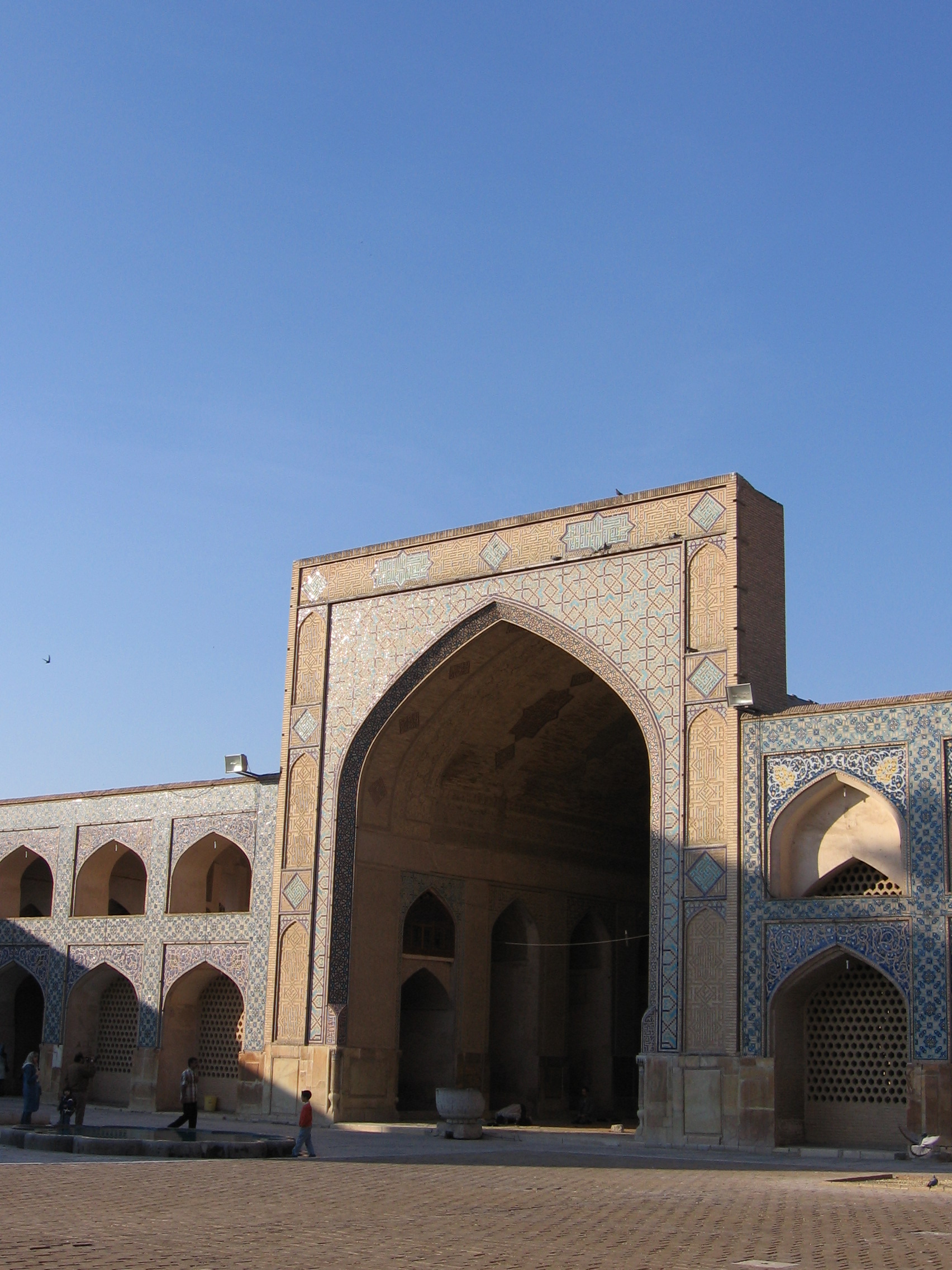
Az iszfaháni mecset északi ívánja

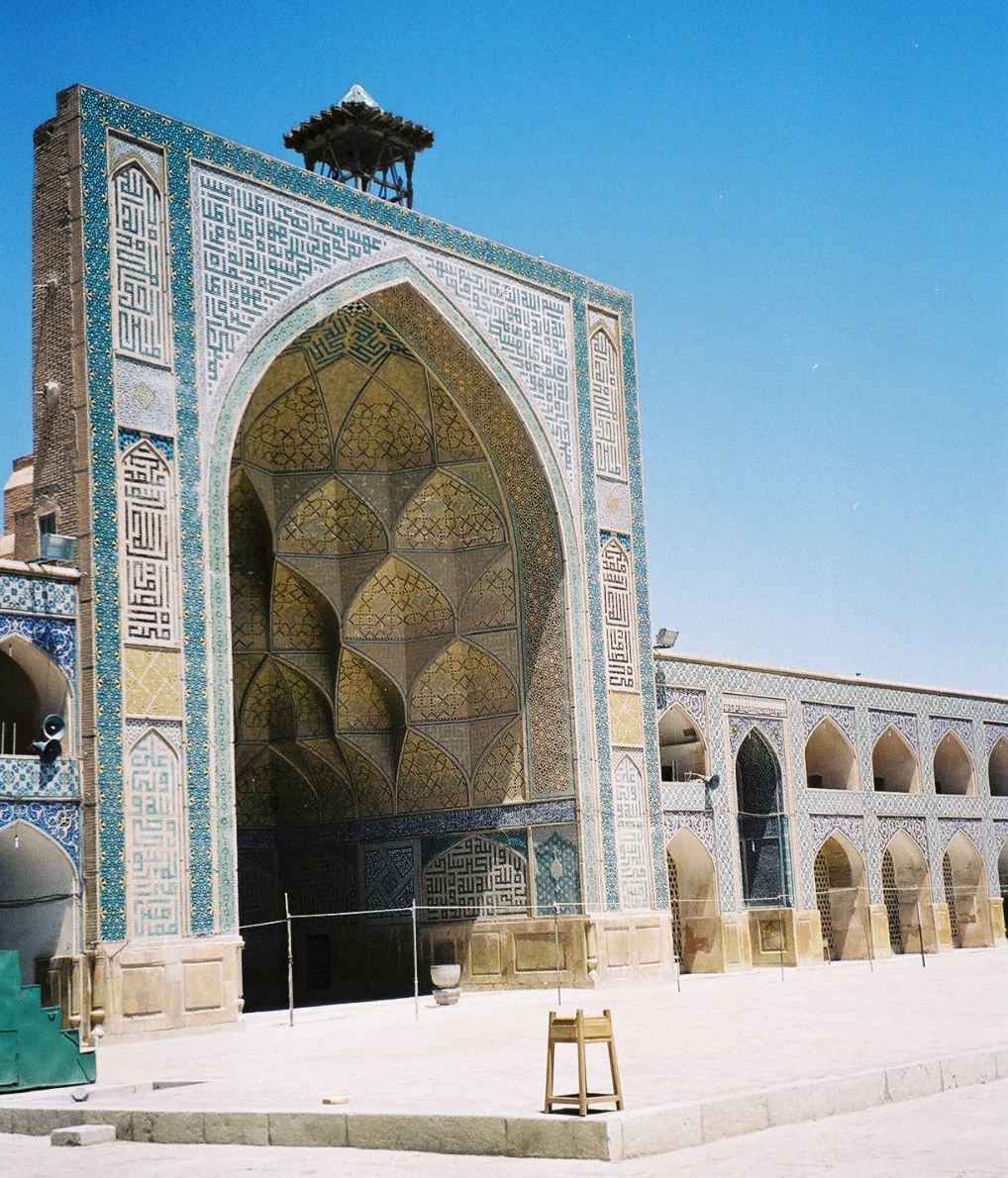
Az iszfaháni mecset déli ívánja

Az íván (ismeretes liván, iván, illetve ejván alakban is) az iszlám építészetben az udvar felé nyitott, nagyméretű boltozott csarnok. Sajátos formájában sztalaktitboltozat is előfordul. Az iszlám építészet a pártusoktól vette át, akik fényűző palotáikban építettek ívánokat. A legszebb ívánok egyike az iszfaháni nagymecseté.